# Eich (Radevormwald)
Eich ist eine Hofschaft in Radevormwald im Oberbergischen Kreis im nordrhein-westfälischen Regierungsbezirk Köln in Deutschland.

## Lage und Beschreibung
Eich liegt im Osten von Radevormwald direkt an der Bundesstraße 229, die von Radevormwald nach Halver führt. Weitere Nachbarorte sind Feldmannshaus, Studberg und Hahnenberg.
Nordöstlich entspringt der Kreuzbach, welcher in den Erlenbach mündend in die Bevertalsperre fließt. Eich ist ein kleiner Verkehrsknotenpunkt: Dort befindet sich die Abzweigung nach Hahnenberg, nach Studberg und nach Oberschmittensiepen.
Politisch wird die Hofschaft durch den Direktkandidaten des Wahlbezirks 180 im Rat der Stadt Radevormwald vertreten.

## Geschichte
1518 wurde der Ort das erste Mal urkundlich erwähnt und zwar „In Kirchenpapieren wird Peter Ecken genannt“ Die Schreibweise der Erstnennung lautet Ecken.
Am 22. Oktober 1993 wurde das Feuerwehrhaus der Freiwilligen Feuerwehr Radevormwald-Hahnenberg in Eich außer Dienst gestellt und durch das neue Gebäude in Feldmannshaus ersetzt.

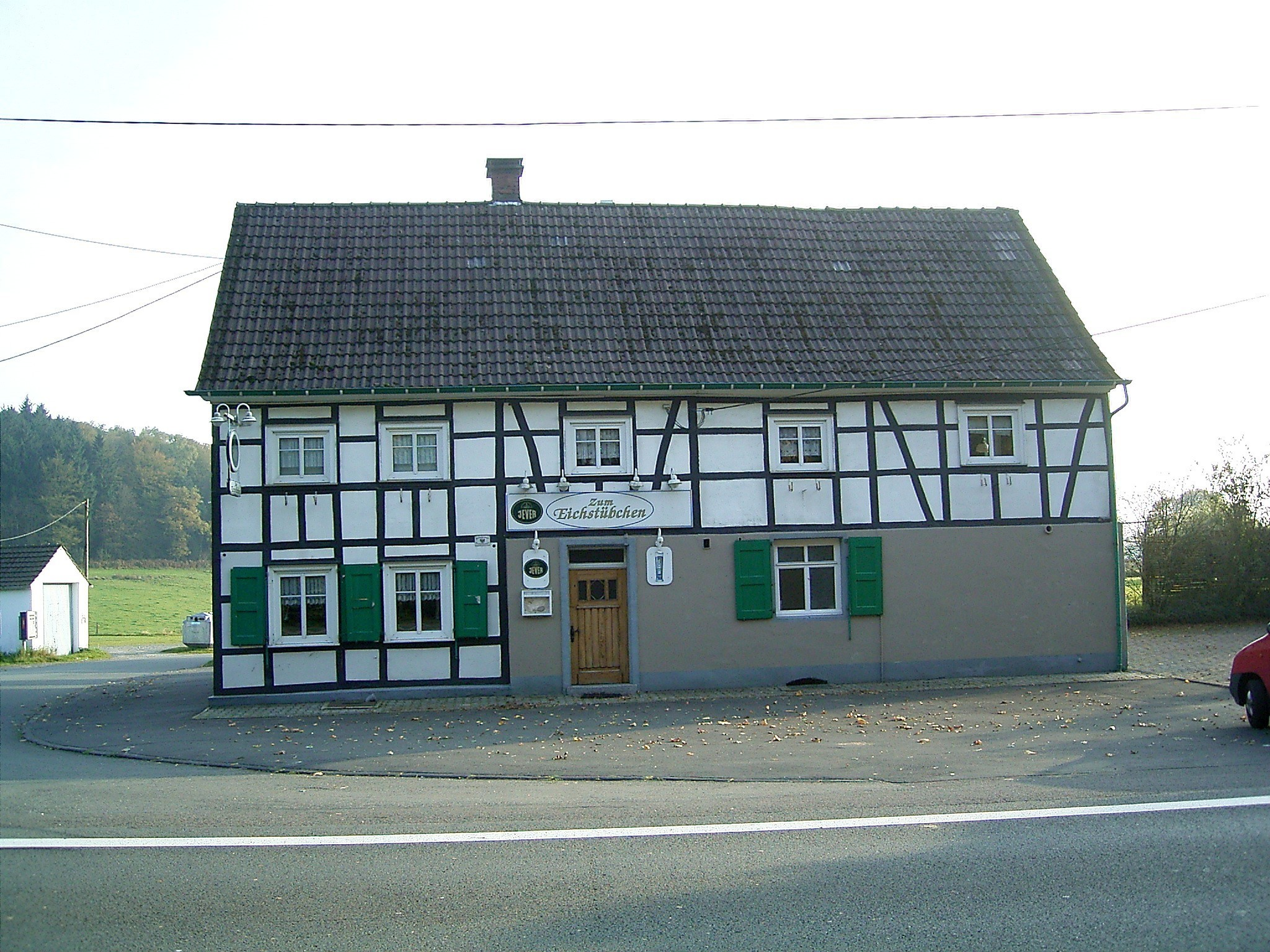
Eine Gastwirtschaft bildet das Zentrum des Ortes
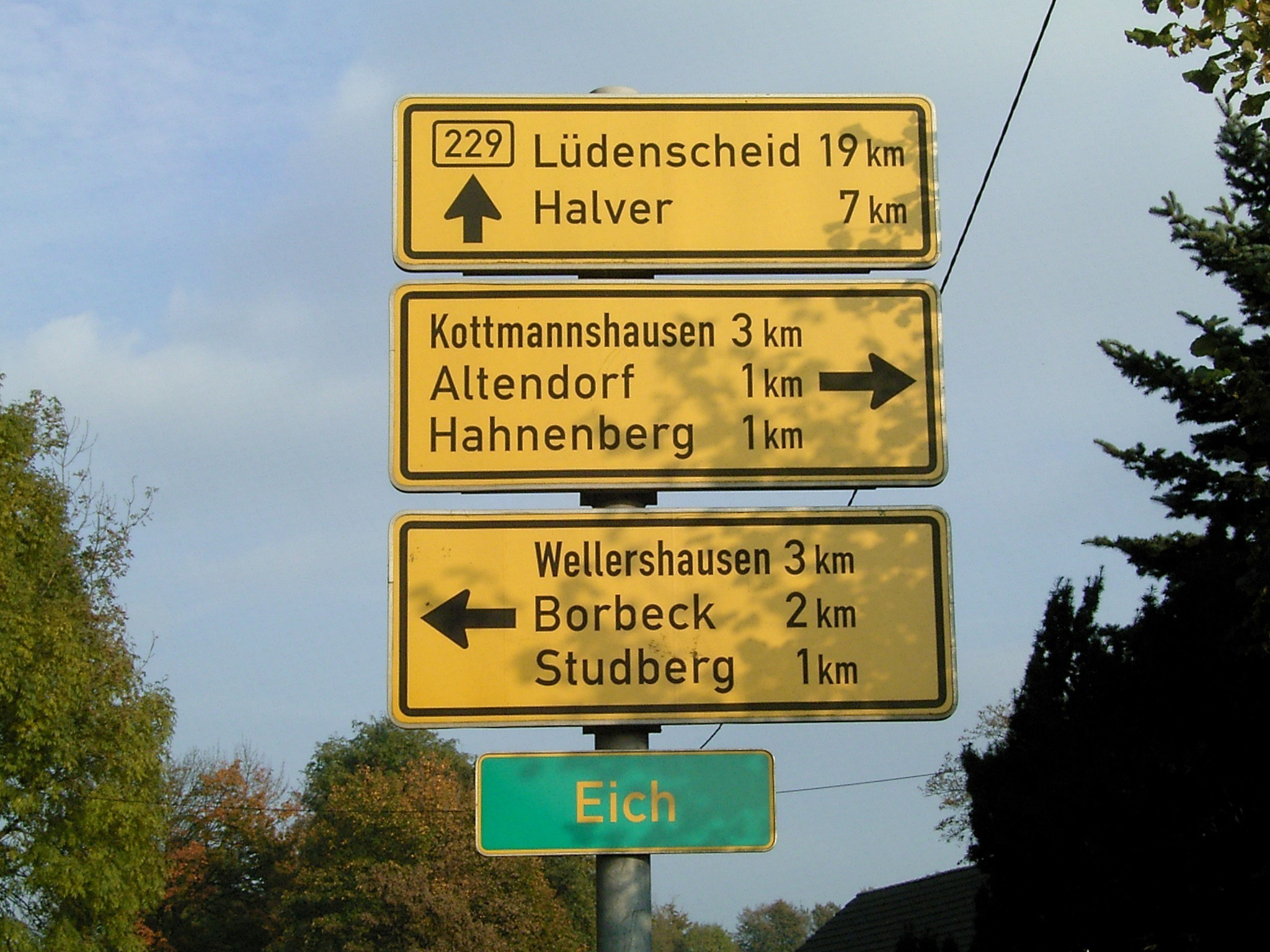
Verkehrsknotenpunkt Eich